# Sale marino di Trapani
Il Sale marino di Trapani è un prodotto italiano a indicazione geografica protetta, prodotto esclusivamente in provincia di Trapani e in particolare nei territori dei comuni di Trapani e Paceco.

## Produzione
Il sale è prodotto con antichi procedimenti artigianali nelle saline di Trapani. La produzione avviene attraverso un procedimento della durata di 5-7 mesi. La raccolta avviene durante il periodo estivo, nei mesi di luglio e agosto.
Si produce in gran parte all'interno della Riserva naturale orientata Saline di Trapani e Paceco, dove la produzione del sale è in costante aumento: dalla istituzione della Riserva ad oggi è passata da circa 50.000 a circa 80.000 tonnellate/anno.
Il sale marino di Trapani è inoltre inserito nell'elenco dei Prodotti agroalimentari tradizionali siciliani riconosciuti dal Ministero delle Politiche Agricole, Alimentari e Forestali, ed è presidio Slow Food.

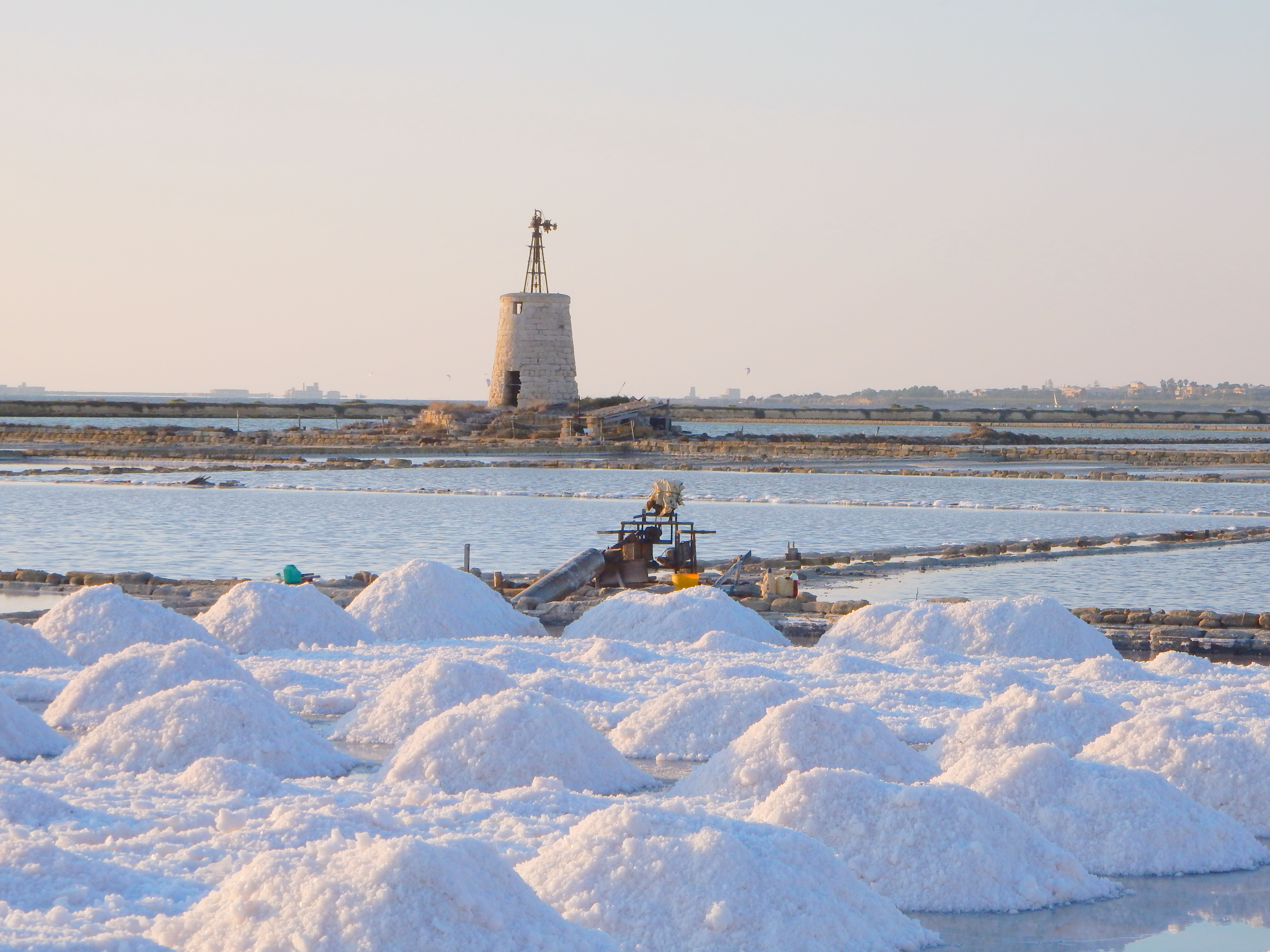
La raccolta del sale dalle saline trapanesi

## Il riconoscimento IGP
Nell'aprile 2011 il Ministero delle Politiche Agricole, Alimentari e Forestali ha riconosciuto al sale prodotto la IGP con la denominazione "Sale marino di Trapani".
La denominazione è stata aggiunta all'elenco delle indicazioni geografiche protette da parte della Commissione europea il 7 dicembre 2012.
Il Sale Marino di Trapani IGP è un sale di altissima qualità prodotto esclusivamente nelle saline di Trapani, Nubia e Marsala seguendo in maniera scrupolosa il rigido disciplinare approvato dalla comunità europea. Le migliori vasche, ad inizio anno, vengono identificate e segnalate come le più idonee alla produzione del Sale Marino di Trapani IGP, da questo momento in poi ogni fase del processo produttivo viene attentamente monitorata e certificata dall’ente di controllo. Il Sale Marino di Trapani IGP è particolarmente ricco di sapore.

## Aziende

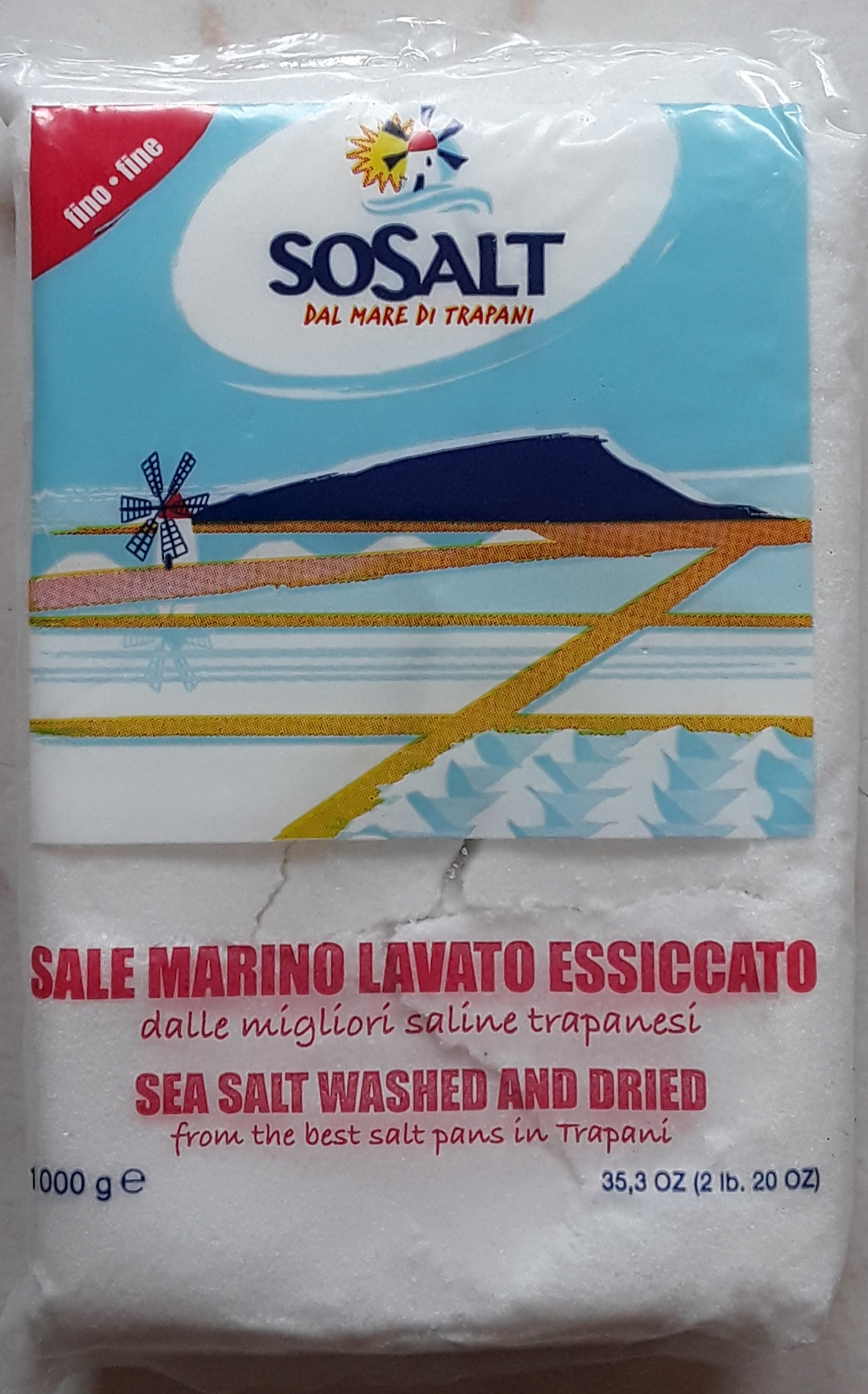
Confezione di sale marino di Trapani

Tra le aziende, oltre a quelle che fanno capo alla Sosalt dei D'Alì, vi sono: Cuordisale-Saline di Trapani, che gestisce Salinagrande (la più antica salina di Trapani) e Galia Teresina, la salina Culcasi, la salina Calcara (intorno all'Isolotto della Calcara), la salina Galia. Nella laguna dello Stagnone vi sono le saline Ettore e Infersa, sempre dei D'Alì.

## Composizione chimica
| Parametri          | Misura      | Sale Marino di Trapani |
| ------------------ | ----------- | ---------------------- |
| Residuo insolubile | %           | < 0,2                  |
| Umidità residua    | %           | < 8                    |
| cloruro di sodio   | %           | > 97,0                 |
| Magnesio           | %           | < 0,70                 |
| Potassio           | %           | < 0,30                 |
| Calcio             | %           | < 0,40                 |
| Solfati            | %           | < 1,5                  |
| Ferro              | mg/kg (ppm) | < 20                   |
| Piombo             | mg/kg (ppm) | < 1,5                  |
| Zinco              | mg/kg (ppm) | < 1                    |
| Rame               | mg/kg (ppm) | < 1                    |
| Cromo              | mg/kg (ppm) | < 0,15                 |
| Mercurio           | mg/kg (ppm) | < 0,05                 |
| Cadmio             | mg/kg (ppm) | < 0,15                 |
| Arsenico           | mg/kg (ppm) | < 0,1                  |
| Iodio              | mg/kg (ppm) | > 0,7                  |